# هيكتور راموس
هيكتور راموس (4 مايو 1990 في الولايات المتحدة - ) هو لاعب كرة قدم بورتوريكي في مركز الهجوم. شارك مع منتخب بورتوريكو لكرة القدم. أما مع النوادي، فقد لعب مع نادي القادسية وPuerto Rico Islanders ‏ وPuerto Rico United ‏ وAlacranes Del Norte ‏ وإيسيدرو ميتابان ‏ وSevilla FC Puerto Rico ‏ وCriollos de Caguas FC ‏ ونادي أكويلا.

## وصلات خارجية
- هيكتور راموس على موقع قاعدة بيانات كرة القدم.إي يو (الإنجليزية)
- هيكتور راموس على موقع ناشيونال فوتبول تيمز (الإنجليزية)
- هيكتور راموس على موقع Soccerway.com (الإنجليزية)
- هيكتور راموس على موقع عالم كرة القدم.نت (الإنجليزية)